# Fulcone di Castello
Folco de Castro, anche Folco de Castello (Genova, ... – Genova, dopo il 1211), è stato un politico e diplomatico italiano della Repubblica di Genova, di spicco tra il XII e il XIII secolo.
Appartenente a una delle famiglie più influenti della Repubblica di Genova, ricoprì numerose cariche politiche e fu protagonista di importanti eventi militari e diplomatici, contribuendo significativamente alla vita politica, economica e sociale della città.

## Origini familiari
Folco apparteneva alla famiglia "de Castro", la cui denominazione cambiò nel corso del tempo in "de Castello". Tale transizione, avvenuta tra il XII e il XIII secolo, è attestata nelle fonti, ma ha generato alcuni dubbi storiografici sulla continuità e identificazione della famiglia. I membri di questa stirpe erano legati per alleanza matrimoniale ai marchesi Malaspina e ai Della Volta, altra potente consorteria genovese. Il matrimonio di Folco con Adalasia, figlia di Ingone della Volta, consolidò questa alleanza. La famiglia era contrapposta agli Avvocati, con cui intraprese lotte politiche e militari legate alle tensioni interne tra sostenitori e oppositori dell’organizzazione comunale genovese.
Folco ebbe un figlio omonimo, ricordato nelle fonti come Fulchino o Fulcone, attivo tra il 1186 e il 1207. In alcuni casi, tuttavia, è difficile distinguere le attività attribuite al padre da quelle del figlio, specialmente negli ultimi anni del XII secolo.

## Carriera politica
La carriera pubblica di Folco iniziò con episodi controversi: già nel 1159 i consoli gli ordinarono di sospendere la riscossione di un pedaggio illecito sul mare. Nonostante ciò, si distinse presto come mediatore in diverse controversie, spesso legate ai marchesi Malaspina. Nel 1164 rappresentò i marchesi sulla spiaggia di Genova durante la cerimonia in onore di Barisone d’Arborea, eletto re di Sardegna. Tuttavia, l’evento degenerò in una violenta zuffa tra le fazioni di Folco e del rivale Rolando Avvocato. Questo episodio segnò l’inizio di un lungo periodo di conflitti tra le fazioni cittadine, che si placarono temporaneamente nel 1169 grazie alla mediazione dei consoli e dell’arcivescovo. Infine nel 1172 firmò come testimone l’accordo tra Genova e Barisone d’Arborea, e nel 1174 fu incaricato di negoziare con i marchesi Malaspina. Durante questo periodo, Folco consolidò la sua posizione politica e commerciale, ottenendo crediti significativi a Costantinopoli e partecipando attivamente al commercio genovese in Oriente.

## Consolato e conflitti interni
Folco fu eletto console per la prima volta nel 1175, guidando la città durante la complessa guerra contro Pisa. Negli anni successivi continuò a ricoprire ruoli di rilievo, ma fu coinvolto in ulteriori conflitti cittadini. Nel 1183 si alleò con i Vento contro i De Curia, e nel 1187 guidò una spedizione militare in Corsica, occupando Bonifacio e distruggendo una fortificazione pisana. Sebbene alcuni cronisti abbiano attribuito l’azione a motivi personali, è più probabile che Folco agisse nell’interesse della Repubblica, che non poteva dichiararsi ufficialmente coinvolta.

## Crociata e trasformazione costituzionale
Nel 1189, Folco partecipò alla terza crociata al seguito del console Guido Spinola, combattendo valorosamente sotto le mura di San Giovanni d’Acri. Durante la sua assenza, le lotte interne a Genova ripresero vigore, portando a una trasformazione costituzionale: il governo dei consoli fu sostituito da un podestà forestiero, ritenuto più imparziale. Il cambiamento provocò tumulti, durante i quali i figli di Folco, Guglielmo e Fulchino, uccisero l’ex console Lanfranco Pevere. In risposta, il podestà ordinò la distruzione del palazzo di Folco, una delle residenze più sontuose della città.

## Podestà e ultimi anni
Nonostante questi eventi, Folco tornò a Genova e riuscì a recuperare prestigio politico. Nel 1205 fu nominato podestà, unico cittadino genovese a ricoprire tale carica nella propria città. Durante il suo mandato, promosse le azioni di corsari genovesi come Enrico Pescatore e Alemanno da Costa, favorendo gli interessi della Repubblica senza coinvolgimenti ufficiali. 
Dopo il 1205, Folco continuò a influenzare la politica genovese, anche come membro del consiglio che affiancava il podestà forestiero. La sua ultima menzione documentaria risale al 1211.